# Baromètre de transparence des ONG
 (novembre 2020).
 (avril 2014).
Le baromètre de transparence des ONG est un ensemble de données mises en ligne par la Fondation d'entreprises Prometheus de 2008 à 2013, permettant d'évaluer les organisations non gouvernementales.
Aux États-Unis, Charity Navigator note également, depuis 2001, les ONG en fonction de différents critères. 

## Fondation Prometheus
La fondation Prometheus est créée en 2005 par deux députés français dont Bernard Carayon.
Son conseil d'administration se compose d’une dizaine de grosses entreprises, dont Areva, Alstom, Dassault aviation, Sanofi Aventis.

## Critiques
Le baromètre de transparence avait été critiqué, lors de sa création, pour ne prendre en compte que les éléments d'information publiés par les ONG sur leurs sites, sans étudier à l'aide d'autres sources les actions de celles-ci.